# 梅建华
梅建华（1964年7月—），男，汉族，湖北松滋人，中华人民共和国政治人物，中国共产党党员，第十三届全国人民代表大会山东省代表。现任青岛市人大常委会党组书记、主任。

## 生平
1982年至1986年間在武汉化工学院机械工程系學習。并于就读期间的1985年加入中国共产党。2016年8月，任中共莱芜市委副书记，莱芜市人民政府副市長、代市长；2017年2月，任莱芜市人民政府市长；2018年，任中共莱芜市委书记。2018年，被选为山东省出席第十三届全国人民代表大会代表。2019年2月，擔任山东省委组织部副部长、山东省人力资源和社会保障厅党组书记。2023年1月，卸任山东省人力资源和社会保障厅厅长，转任山东省人民政府参事。2024年1月，梅建华当选为山东省政协副主席。
2025年2月，当选青岛市人大常委会主任。
由于莱芜市在2019年撤销，其所辖区域尽已经归属济南市管辖，梅建华也因此成为莱芜市自1992年11月成立以来的最后一任市委书记及市长。